# Luísa Margarida Claret de La Touche
Louise-Marguerite Claret de la Touche, nascida Marguerite-Céline em 15 de março de 1868 em Saint-Germain-en-Laye (França) e morta em 14 de maio de 1915 em Vische (Turim, Itália), foi uma freira francesa e mística. Primeira Visitandina, deixou esta ordem para fundar as Irmãs de Betânia do Sagrado Coração. Ela é reconhecida como venerável pela Igreja Católica.

## Biografia
Marguerite-Céline entra nas visitandinas de Romans-sur-Isère em 20 de novembro de 1890. Ela se torna uma postulante em 17 de janeiro de 1891 e pronuncia seus votos em 17 de outubro de 1892. A partir de 1901, ela recebeu visões regulares do Sagrado Coração. Expulsas pelas leis anticongregacionistas de 1901, as irmãs acabaram emigrando para a Itália em 6 de março de 1906 e finalmente se estabeleceram em Turim. No ano seguinte, Irmã Louise-Marguerite foi eleita superiora da comunidade por um período de seis anos. Durante estes anos, ela amadureceu a ideia de um apostolado do Sagrado Coração para os sacerdotes, para o qual escreveu o Cœur de Jésus et le sacerdoce. Em suas visões, Cristo teria dito a ela: 
Quero que meus sacerdotes sejam semeadores de amor
. Em 19 de março de 1914 , fundou o Instituto da Visitação do Sagrado Coração, que recebeu o nome de Irmãs de Betânia do Sagrado Coração em 24 de abril de 1918.
Suas visões e seus escritos inspiram Monsenhor Matteo Angelo Filipello, Bispo de Ivrea, e o Padre Alfred Charrier, S.J., na fundação da Aliança Universal Sacerdotal dos Amigos do Sagrado Coração, erigida canonicamente em 16 de junho de 1918.

## Beatificação
Seu processo de beatificação foi aberto em 1937. Em 26 de junho de 2006, O Papa Bento XVI a declarou venerável.

## Obras
- Au service de Jésus prêtre, Turin-Rome, Marietti, 1925.
- Le cœur de Jésus et le prêtre, Vische, Betania del Sacro Cuore, 1982, 193 p.
- Journal intime d'une mystique française visitandine, Vische, Betania del Sacro Cuore, 1983, 215 p.
- Le livre de l'amour infini: les besoins de notre époque, Paris, Maison de la bonne presse, 1941, 195 p.

Ela também é autora de várias orações: "Jesus, meu amor","Jesus, sacerdote eterno","Meu adorado pastor, quero viver para você","Quando você me mostra um reflexo do seu rosto" e "Aqui estou, ó Jesus, para fazer a tua obra de amor".

## História da família Claret de La Touche
A família Claret de La Touche é natural da Bretanha. Ela faz parte das famílias sobreviventes da ex-burguesia francesa. O seu fundador, Maître Pierre Claret de La Touche, foi juiz e procurador fiscal de várias jurisdições bretãs. Ele morreu em 12 de março de 1775 em Saint-Jean-des-Marais, agora Saint-Jean-la-Poterie, em Morbihan. Maître Pierre Marie Claret de La Touche, nascido em 1750 em Allaire, foi advogado no Parlamento, procurador de impostos, em 1781, e então presidente do tribunal de La Roche-Bernard, em 1792 e 1793. Prosper-Honoré-Joseph Claret de La Touche (1785-1866) foi doutor em medicina. Seu filho Prosper, nascido em Vannes em 1820, era coronel de artilharia, oficial da Legião de Honra, vereador municipal de Rennes.